# 1517 Беоґрад
1517 Беоґрад (1517 Beograd) — астероїд головного поясу, відкритий 20 березня 1938 року.
Тіссеранів параметр щодо Юпітера — 3,353.